# Hippodameja (córka Danaosa)
Hippodameja (gr. Ἱπποδάμεια Hippodámeia, łac. Hippodamia) – w mitologii greckiej królewna z Argos, jedna z Danaid, pięćdziesięciu córek Danaosa, żona Istrosa.